# Quincy Taylor
Quincy Taylor est un boxeur américain né le 18 juillet 1963 à Dallas, Texas.

## Carrière
Passé professionnel en 1986, il devient champion d'Amérique du Nord NABF des poids moyens en 1994 puis champion du monde WBC de la catégorie le 19 août 1995 en battant par arrêt de l'arbitre à la 6e reprise Julian Jackson. Taylor perd sa ceinture dès le combat suivant contre Keith Holmes le 16 mars 1996 et met un terme à sa carrière en 2001 sur un bilan de 28 victoires et 4 défaites.